# Transdemonium
Le Transdemonium  (ou Transdémonium) est une ancienne attraction de type train fantôme sur le thème de l'An mille, située dans le parc à thème français parc Astérix à Plailly, dans l'Oise. Ouverte en 2003, l'attraction ferme ses portes lors la saison 2019 avant d'être démontée.

## Description
Située dans la partie À travers le temps, le Transdemonium est un mélange de parcours scénique, de parcours à sensations et de train fantôme, fonçant au travers d'effets spéciaux, lumineux et sonores. La particularité de cette attraction est qu'elle propose des sensations diverses telles que de petites descentes, de virages serrés ou encore, à l'origine, d'accélérations brusques (ces dernières sont par la suite retirées). 
Le parc a toujours désiré disposer d'une attraction de ce type. En 1989, un train fantôme nommé L'Apocalypse était présent (sensiblement au même endroit où sera construit le Transdemonium) mais ne put jamais ouvrir au public pour des raisons de sécurité (une partie du décor n'étant pas ignifugée) ce qui, combiné à un débit jugé peu rentable, entraîna son abandon rapide,. Il aura fallu attendre presque 15 ans pour que l'idée aboutisse finalement.
Le Transdemonium ouvre ainsi en 2003 (l'année précédente, un panneau sur le parc annonçait son arrivée future sous un autre nom : Les Chariots Fantômes). La vitesse de pointe est alors de 25 km/h, la hauteur maximale est de cinq mètres et le parcours mesure environ 300 mètres. Son constructeur est WGH Transportation et Farmer Studio est responsable du thème et de la décoration. Quelques effets ont été réalisés par l'entreprise belge Giant. Les momies, squelettes, les rats et la chauve-souris géante sont créés par les Allemands de Clostermann Design. Jean-Marc Toussaint (coscénariste de La Trace du Hourra) assure la direction artistique et technique (ses premiers croquis datent de 1996) et enregistre toutes les voix créées pour l'attraction. Le Transdemonium accueille les visiteurs dans des trains de deux wagons de quatre places chacun. La durée moyenne du tour est d'un peu plus de trois minutes (le temps pouvant varier en fonction de la présence ou non des accélérations), pour une capacité d'environ 700 personnes par heure.
La file d'attente commence à la sortie de la zone À travers le temps, du côté de la zone viking et de Goudurix, entre le Mini Carrousel et le restaurant La Halte des Chevaliers. La thématique est celle du château médiéval, et celle-ci commence par une prise de hauteur qui permet d'enjamber les niveaux inférieurs situés en contrebas. La file d'attente s'enfonce alors en souterrain et arrive dans une vaste salle ornée d'un puits fermé en son centre, d’où l'un des effets à sensations se joue : la trappe de bois cadenassée se lève comme si une créature tentait de s'enfuir du puits. Des fumigènes et des effets lumineux y sont également joués. La queue se prolonge à un niveau inférieur, avant d'atteindre la station d'embarquement.
Le voyage s'effectue dans les oubliettes du château de Jehan de Ténèbres ; des monstres et des squelettes y sont présents. Le thème de l'attraction est basé sur le Moyen Âge, mais contrairement à ce que l'on pourrait penser, l'intérieur de l'attraction ne représente pas de grandes salles de château car il faut se souvenir que le Transdemonium a pris place dans des oubliettes avec ses charpentes en bois, toiles d'araignées, squelettes ou encore chauves-souris géantes.
Par l'attente prolongée dans l'ambiance de la file d'attente, l'obscurité constante et les effets dus au parcours, l’attraction peut effrayer les plus jeunes. Les enfants jusqu'à 1,30 m doivent être accompagnés d'un adulte et ceux de moins de 90 cm ne sont pas autorisés à monter à bord.
Mario Passinette, le guide, se fait d'abord entendre dans la file d'attente puis apparaît plusieurs fois dans l'attraction. On le voit ainsi scruter les passagers lors de l'entrée dans les wagons à la gare. Il est présent pour la deuxième fois dans la première montée où les visiteurs peuvent l'apercevoir tourner une grande roue en bois. Puis une troisième fois après la deuxième montée, il tourne au-dessus des wagons, suspendu la tête en bas à une poutre en rotation. Il est ensuite visible en ombre chinoise, où un fantôme coupe les fils qui semblaient l'entraver telle une marionnette. Pour son apparition suivante, il attend les passagers dans une reproduction de la gare où, avec un visage devenu effrayant, il s'adresse à eux narquoisement avant d'éclater de rire. Juste après, la fin du parcours montre sa tête (en version géante) juste après la scène finale. Enfin, enfermé dans une geôle, il surprend les visiteurs dans le couloir qui mène à la sortie. 
Celle-ci rend sur la zone de départ au travers de la gueule d'un monstre sculptée à même le mur (une décoration antérieure au Transdemonium, conçue pour servir d'entrée à L'Apocalypse). La langue dudit monstre est quant à elle posée à même le sol.  Cette sortie comprend à l'origine une zone d'achat des photographies prises pendant le tour mais celle-ci disparaît après quelques années. 
Le 22 juin 2018, un adolescent se blesse à la cheville en voulant descendre d'un wagon en marche.
Durant la saison 2019, lors des 30 ans du parc, les portes de l'attraction restent fermées. En premier lieu, sa réouverture est prévue à l'occasion de l'événement d'Halloween Peur sur le parc. Toutefois, le projet tombe finalement à l'eau et l'attraction est alors définitivement abandonnée et démontée — les retours des visiteurs n'étant pas positifs —, pour laisser place à des animations pour les saisons de Noël (notamment une patinoire et une piste de luge), certains éléments de décor étant également recyclés ailleurs dans le parc,.
La file d'attente est quant à elle partiellement réutilisée pour une animation de la saison 2023 de Peur sur le parc intitulée Le sanglier borgne puis de façon similaire quelques semaines plus tard pour Le Repaire des Lutins, à l'occasion du Noël Gaulois.

## Synopsis
« Jehan de Ténèbres, alchimiste renommé, se voit confier la mission d'enfermer les esprits et fantômes, avant qu'ils ne provoquent l'Apocalypse de l'An Mil. Pour les convaincre et les divertir, l'alchimiste promet de leur apporter des lots d'humains dans les méandres du château, afin qu'ils puissent exercer leur principal talent : faire peur. Son acolyte, Mario, pantin sans vergogne, sera leur guide.»

## Réalisation
- Jean Marc Toussaint : directeur artistique et technique + voix des personnages
- Jim Bishop & Pip Greasley : composition musicale
- Farmer Studios : design et effets spéciaux
- WGH Transportation Engineering : système de transport
- Amusement Illustrations & Design : direction artistique
- Atelier artistique du béton et Interprofit : décors[13]